# Benediktbeuern
Benediktbeuern település Németországban, azon belül Bajorországban, 3600 fő körüli állandó lakossal.

## Fekvése
Bad Tölztől délnyugatra, Bichl déli szomszédjában fekvő település.

## Népesség
| Lakosok száma | 1072 | 2217 | 2493 | 2717 | 3486 | 3563 | 3621 | 3621 | 3686 | 3736 |
|               | 1875 | 1950 | 1975 | 1987 | 2012 | 2014 | 2016 | 2017 | 2021 | 2023 |

## Nevének eredete
Nevét a 745-ben itt megépült benedekrendi kolostorról kapta.

## Története

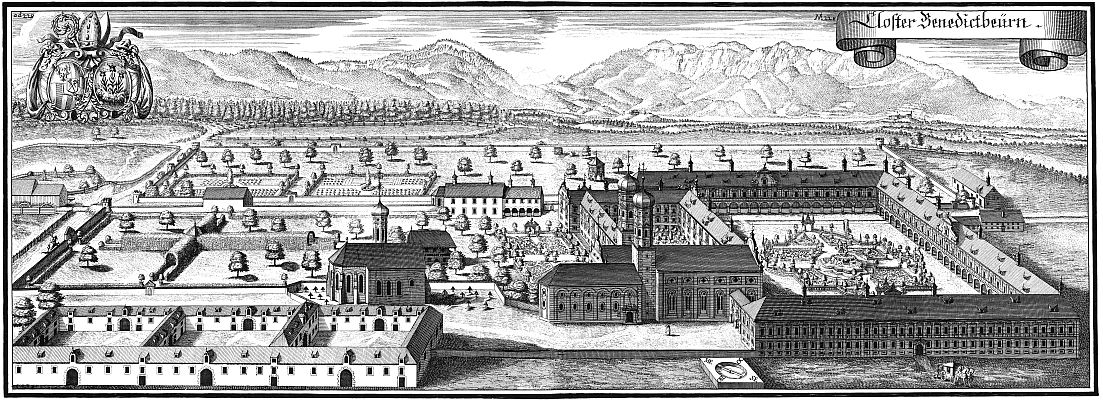
Benediktbeuern Michael Weninig (1645–1718) egy régi metszetén

Benediktbeuern kolostortemploma (Klosterkirche St. Benedikt) az Alpok nyúlványa vidékének (Voralpenland), sőt egész Felső-Bajorországnak egyik legöregebb barokk temploma.
A kolostort 955-ben az idáig elkalandozó magyarok lerombolták, de hamarosan újraépült. A mai két udvar közé rendezett késő reneszánsz épületegyüttes 1669–1675 között épült át. Késő gótikus kerengője (Kreuzgang), valamint a refektórium kapuzata 16. századi festményeivel külön figyelmet érdemel. Utóbbi mennyezete 1500 körülről maradt fenn. A régi díszterem (Alter Festsaal) mennyezetén súlyos keretbe foglalt allegorikus érzelmű festmények láthatók, de muzeális értékűek a terem pompás ajtókeretei és zománcozott kályhái is. A kolostor folyosóit és cellasorát az első emeleten szép stukkó díszíti, a második emeleten pedig Johann Georg Amsam 1682-ben festett képeinek sora illusztrálja a rendház történetét.
Kórháza 1668-ra épült meg, 1722-re pedig a könyvtár, ahol a szerzetesek könyvmásoló tevékenységének eredményeként rendkívül gazdag kódex-gyűjtemény maradt az utókorra. Itt jegyezték fel a 13. században azokat a latin és német nyelvű dalokat, amelyeket vándordiákok énekeltek és amelyeket Carmina burana néven ismer a világ (1936 óta Carl Orff zenéjével).
1803-ban épült – ma külön múzeum – Glashütte nevű kísérleti műhely, ahol a híres müncheni fizikus és csillagász, Joseph von Fraunhofer dolgozott.
A 3600 körüli lakosú község kedvelt téli-nyári üdülő, fűtött alpesi – szabadtéri – fürdővel, síliftekkel.

## Nevezetességek

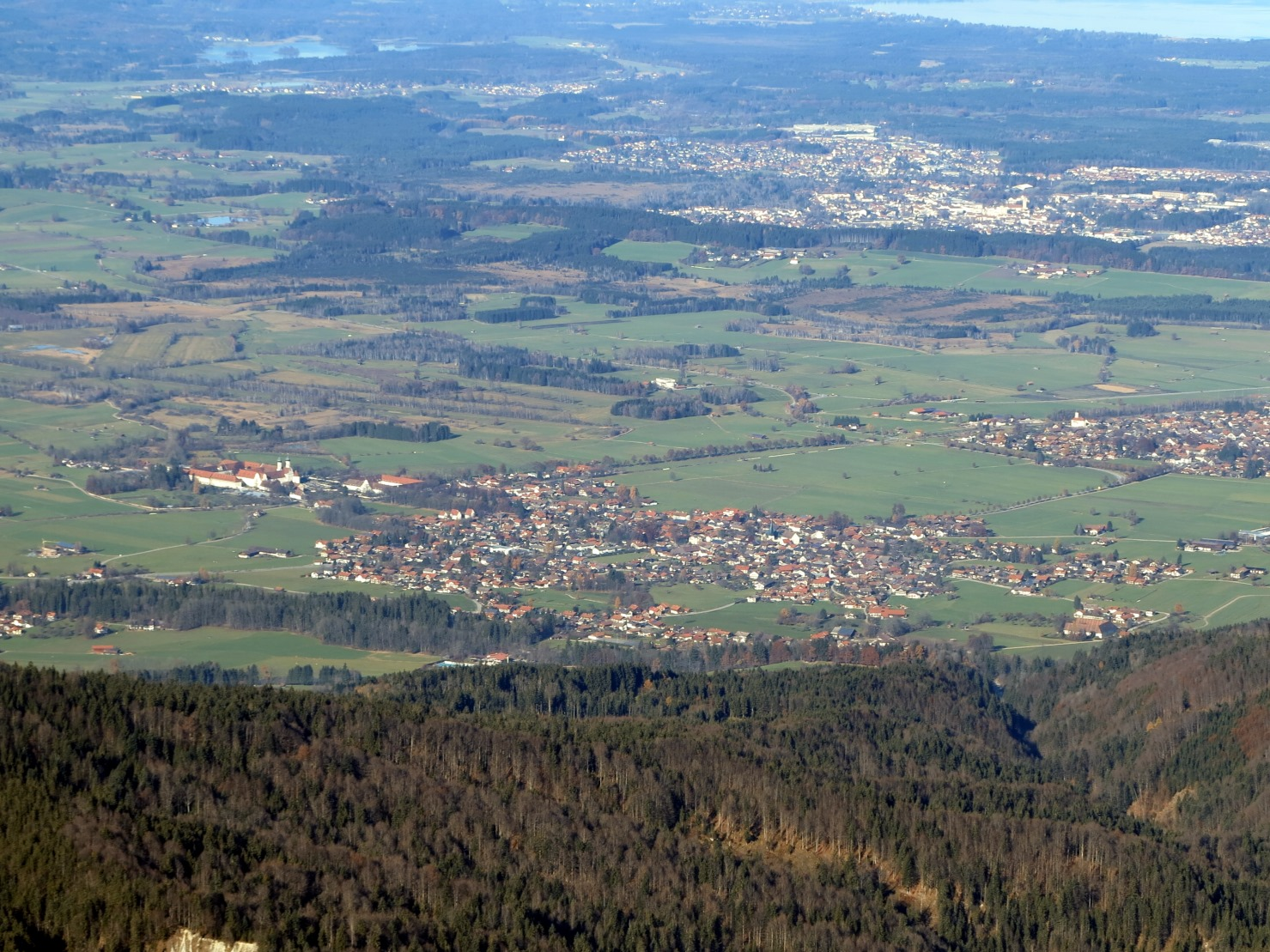
Benediktbeuern látképe légifelvételről

- Benedekrendi kolostortemploma (Klosterkirche St. Benedikt) – Az ősrégi, 745-ben épült kolostortemplom ikertornyai négyszögletes gótikus toronycsonkokra ráépített, keskeny és kecses hatszögletű toronyban és hagymakupolában végződnek. Antonio Riva olasz építész az 1680–83 közötti építkezéskor egyszerűsített reneszánsz homlokzattal látta el a főbejáratokat.

Mennyezeti freskók: Johann Jakob Zeiller alkotása, a főoltáron a Szent Anasztázia mennybemenetelét ábrázoló oltárképet Jacopo Amigoni olasz mester festette. A mellékoltárokat Ignaz Günther festményei díszítik. A legemlékezetesebb Szent Anasztázia aranyozott ezüsthermája, mely dúsan felékszerezett királynőt ábrázol és az idősebb Asam fivér; Egid Quirin Asam munkája.
- Kápolna – A templomhoz 1751–1748 között hozzáépített kápolna (St. Anastasie Kapelle) Johan Michael Fischer fő műve:

A kápolna belső díszítésében a kor legjelentősebb művészei vettek részt.

## Galéria

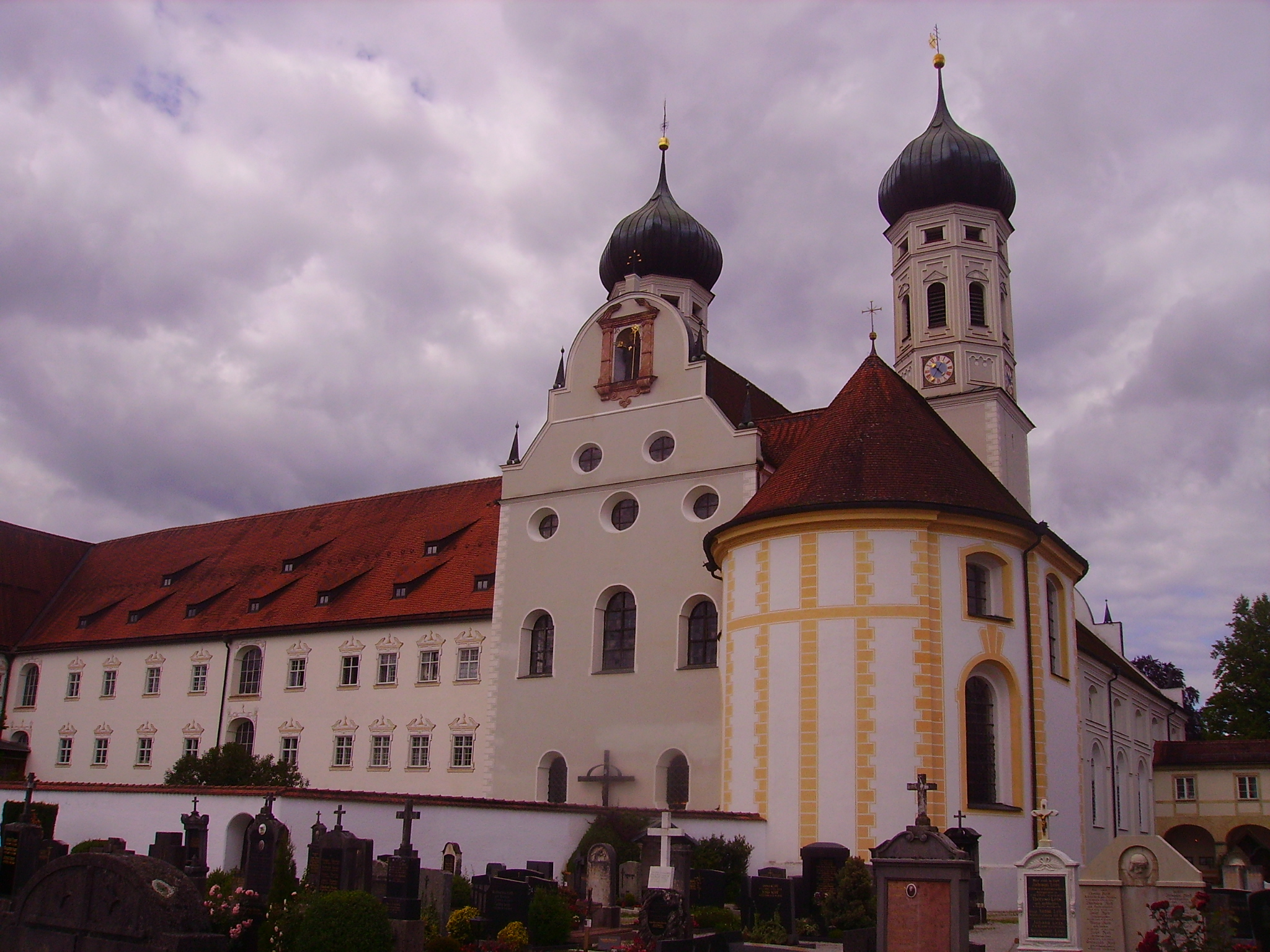
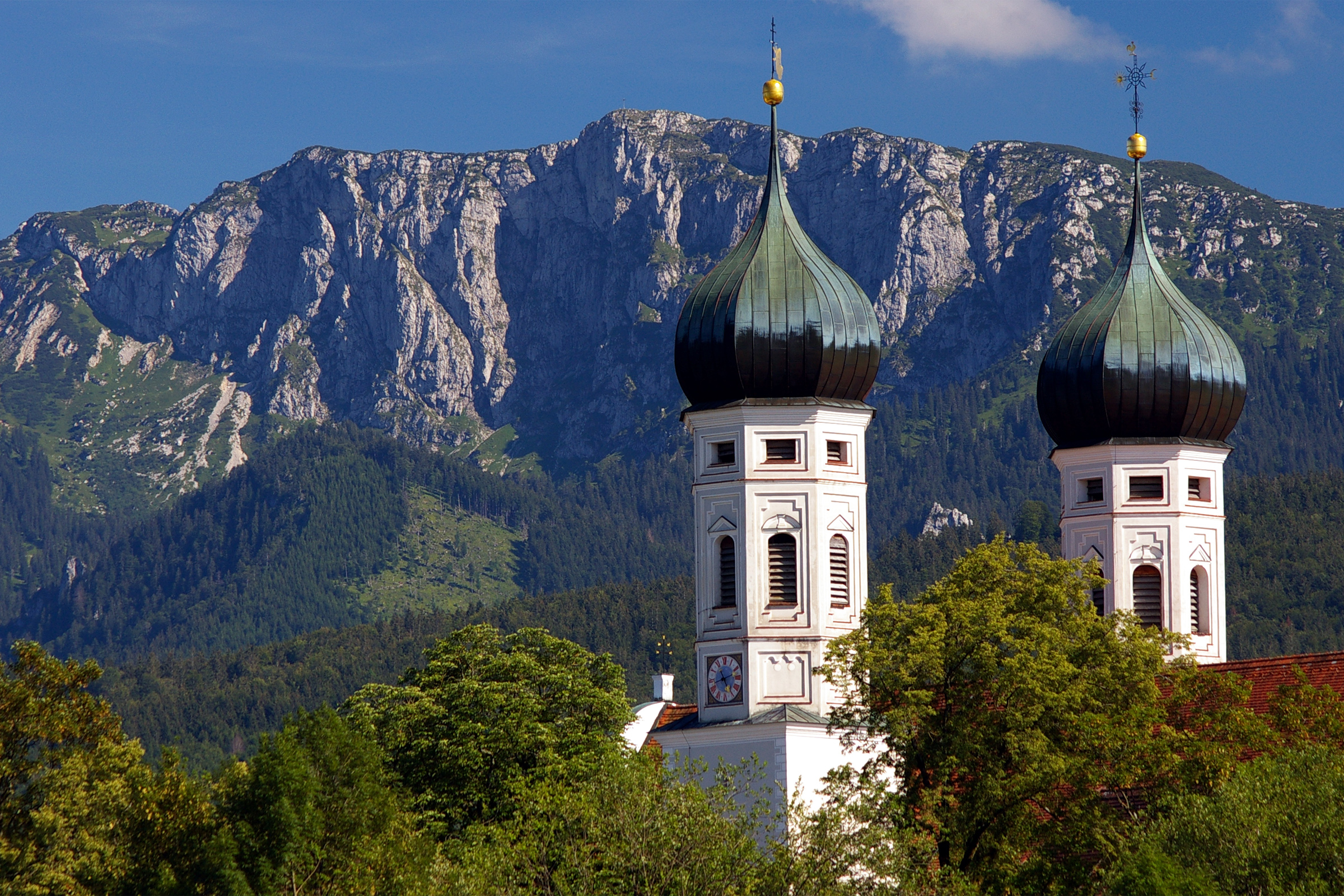
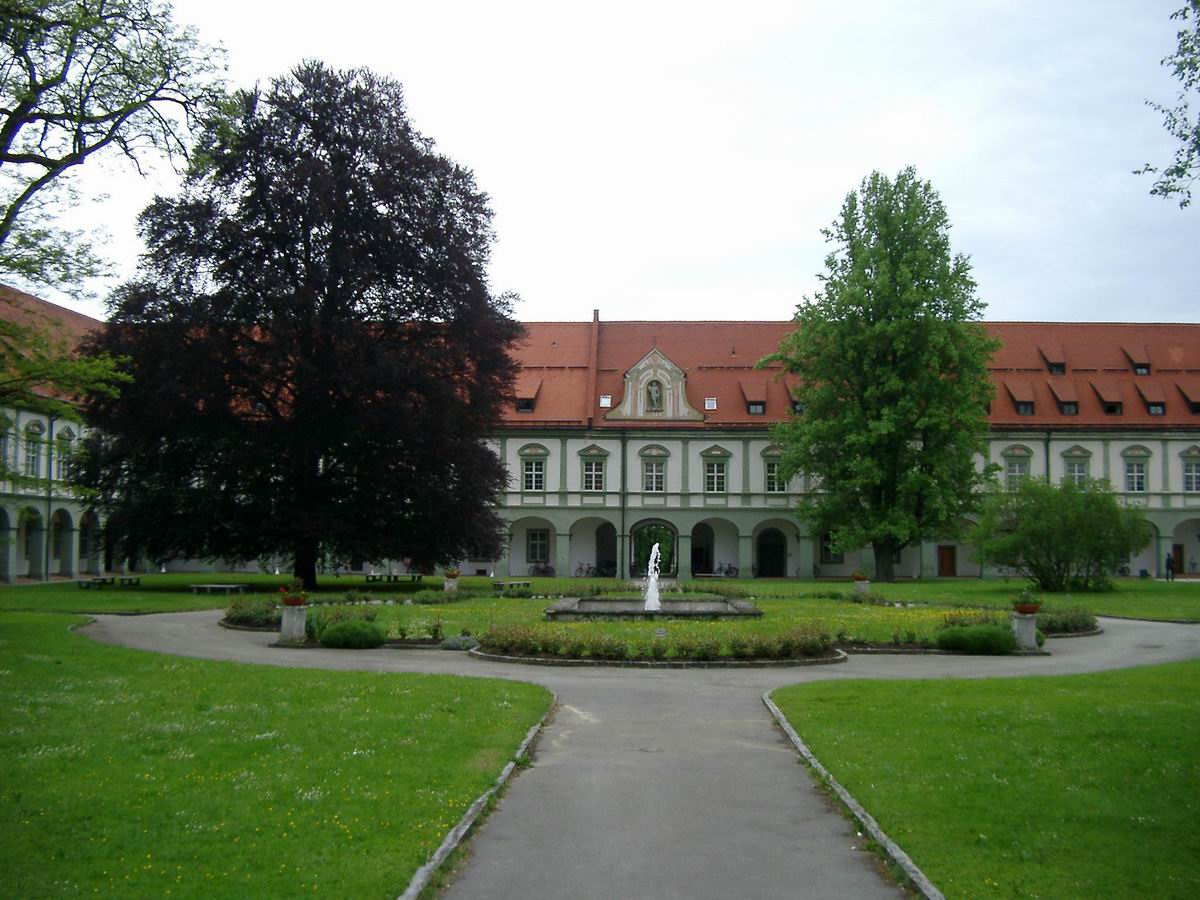
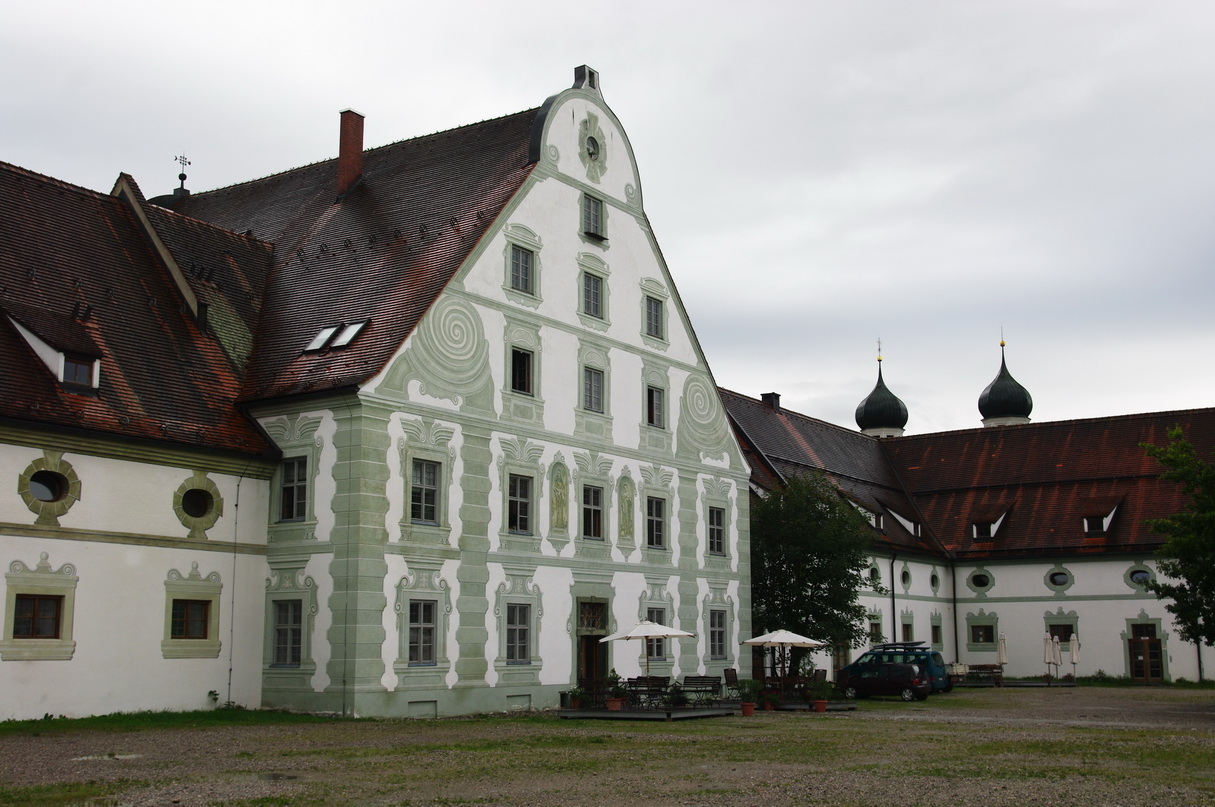
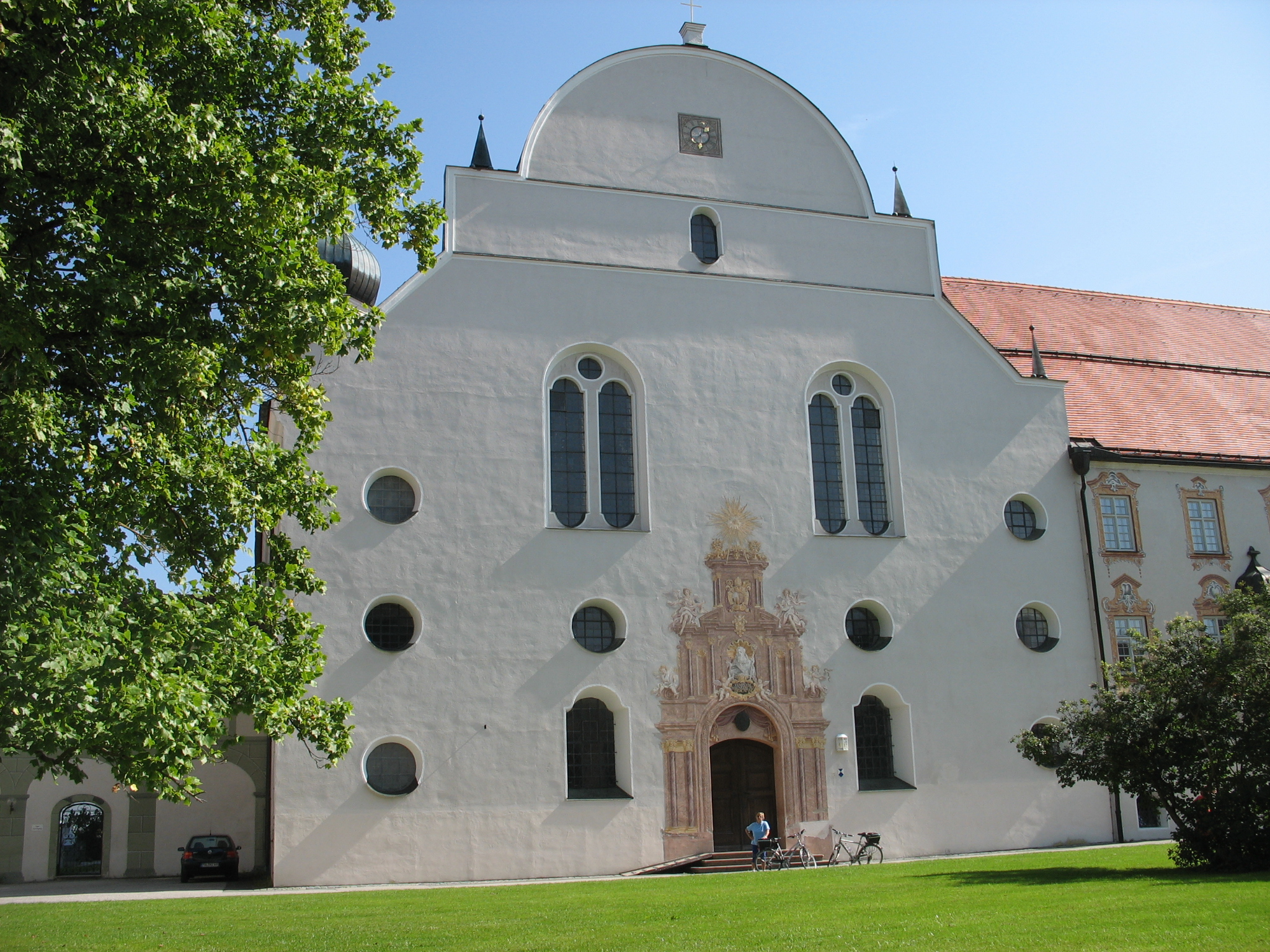
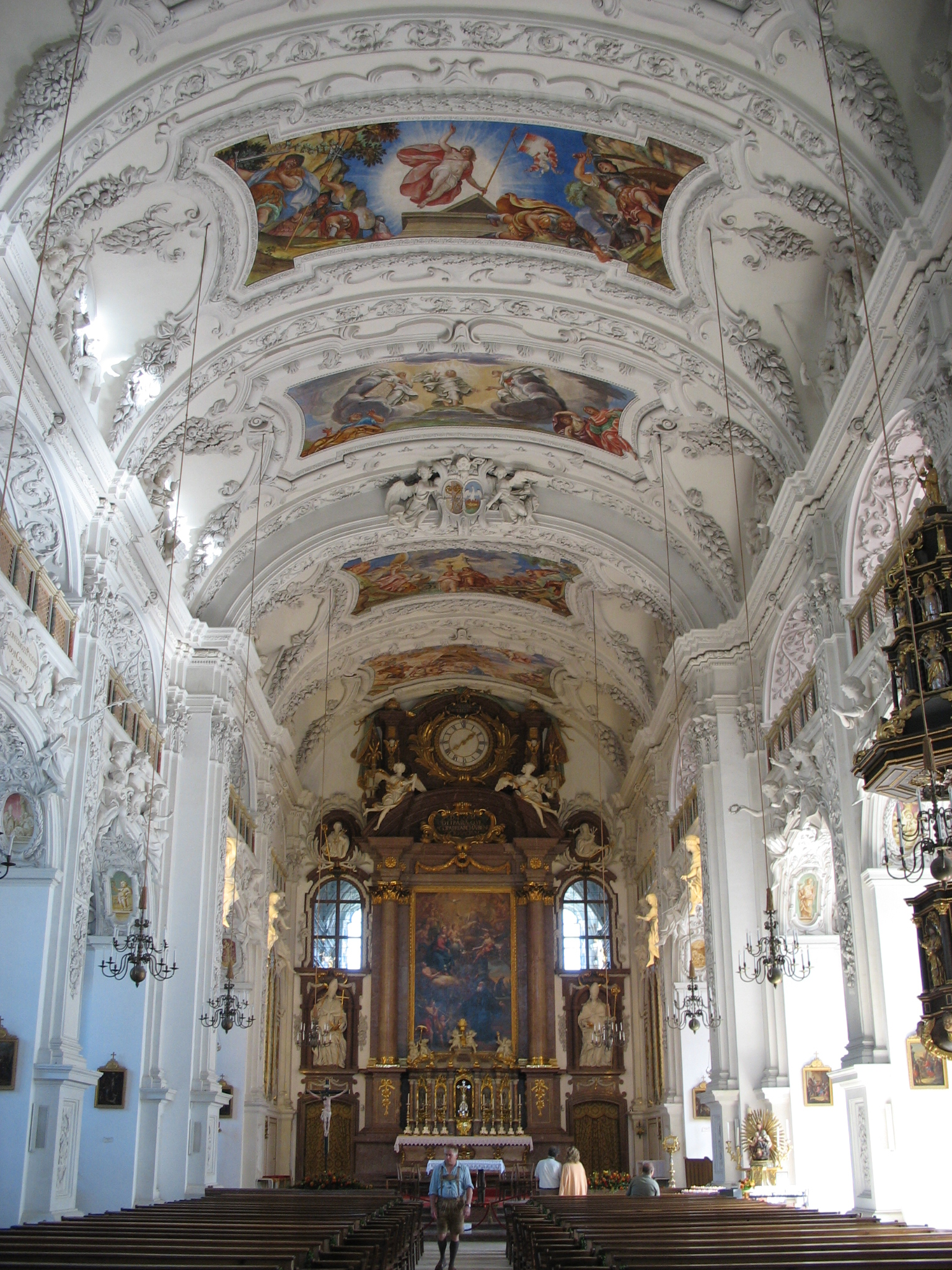
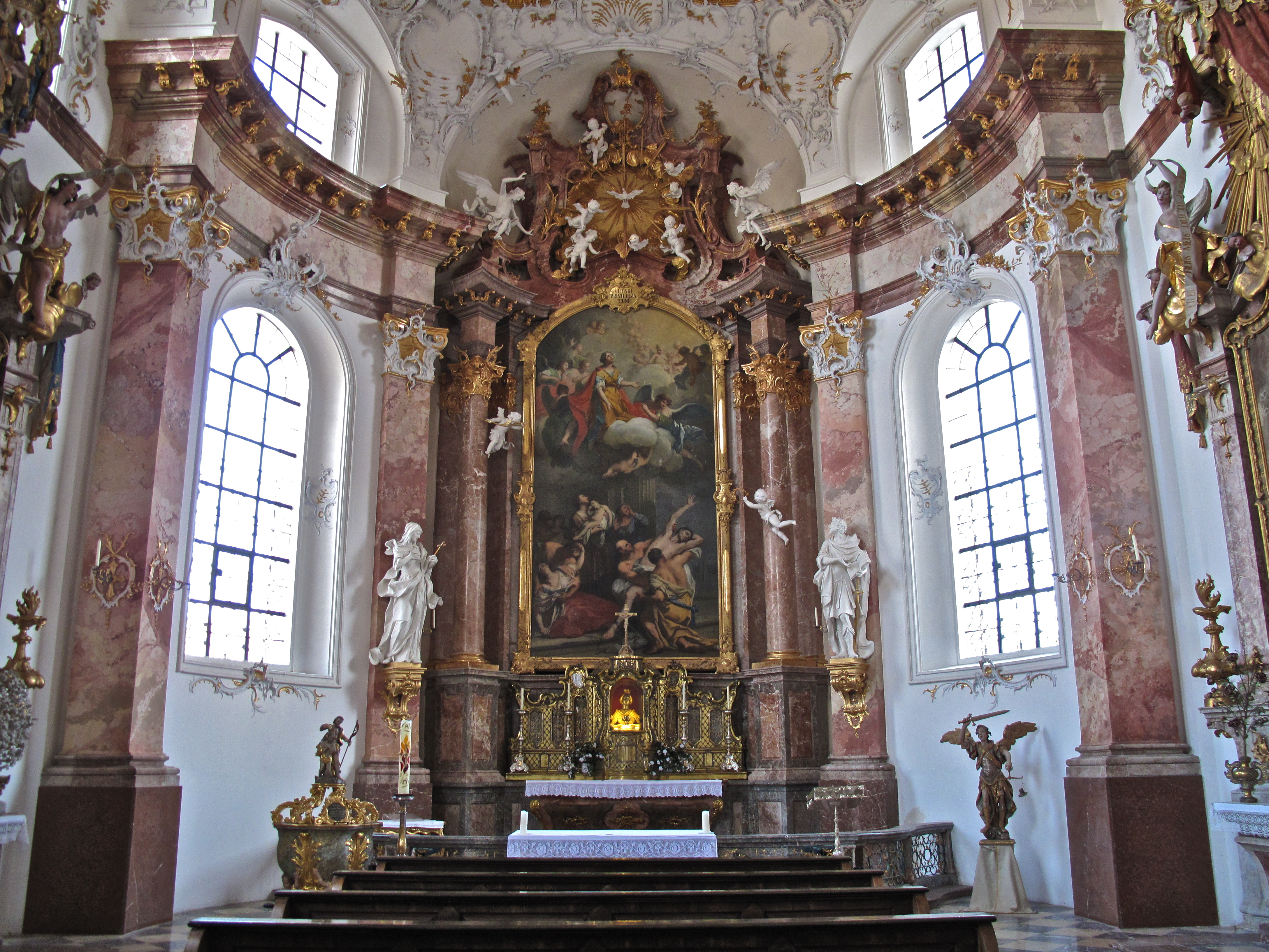
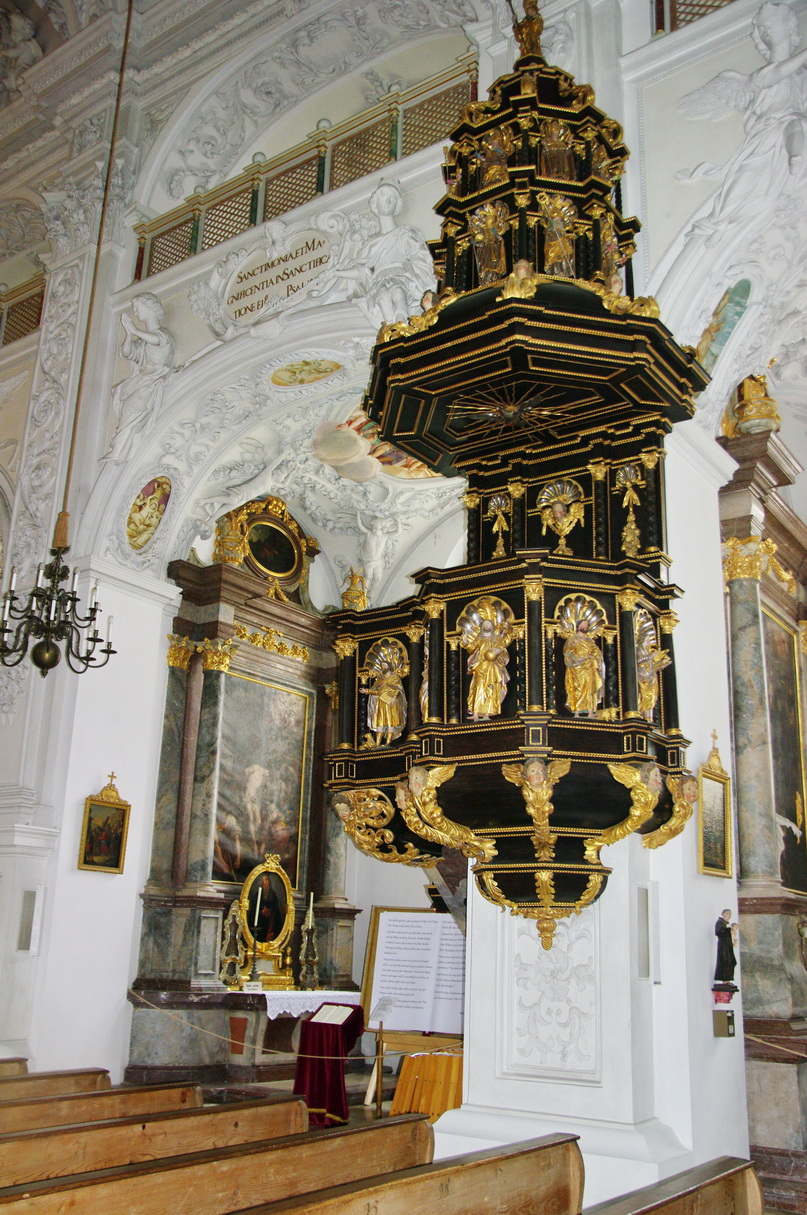